# 키리봉 속 센 체이 FC
키리봉 속 센 체이 FC(Kirivong Sok Sen Chey Football Club)는 캄보디아의 축구단이다. 현재 C리그에 참가하고 있다.

## 선수 명단

### 현역
참고: FIFA 자격 규정에 따라 소속된 국가대표팀 국기를 표시합니다. 선수는 복수의 FIFA 비회원국 국적을 가지고 있을 수 있습니다.
| 번호 | 포지션 | 국적     | 이름            |
| ---- | ------ | -------- | --------------- |
| 9    | FW     | 카메룬   | 텡게그 네빌     |
| 22   | DF     | 콜롬비아 | 요한드레 파디야 |

| 번호 | 포지션 | 국적 | 이름 |
| ---- | ------ | ---- | ---- |